# 스웜프 팝
스웜프 팝(영어: Swamp pop)은 루이지애나주 남부의 아카디아나 지역에 토착된 음악 장르로, 텍사스주 남동부의 인접 지역이다. 1950년대와 1960년대 초 10대 케이준에 의해 창작된 이 곡은 뉴올리언스 스타일의 리듬 앤 블루스, 컨트리 앤 웨스턴, 프렌치 루이지애나 전통 음악적 영향을 결합한 곡이다. 비록 꽤 모호한 장르지만, 스웜프 팝은 루이지애나주 남부와 텍사스주 남동부에 많은 청중을 유지하고 있으며, 영국, 북유럽, 일본에 이어 작지만 열정적인 컬트 문화를 획득했다.